# Triuridopsis peruviana
Triuridopsis peruviana là một loài thực vật có hoa trong họ Triuridaceae. Loài này được H.Maas & Maas miêu tả khoa học đầu tiên năm 1994.